# Höchstädt an der Donau
Höchstädt an der Donau település Németországban, azon belül Bajorországban. Lakosainak száma 7073 fő (2023. december 31.).

## Népesség
A település népessége az elmúlt években az alábbi módon változott:
| Lakosok száma | 2304 | 3446 | 3567 | 6550 | 6520 | 6565 | 6663 | 6721 | 6860 | 7073 |
|               | 1875 | 1950 | 1975 | 2010 | 2012 | 2013 | 2015 | 2017 | 2021 | 2023 |